# Maritime Identification Digits
Maritime Idenfication Digits (MID) je námořní identifikační trojčíslí sloužící k identifikaci země, ve které je plavidlo registrováno. MID České republiky je 270.

## Regulace
Přidělení čísel spravuje Mezinárodní telekomunikační unie (ITU). Trojčíslí MID se používá v námořní rádiové datové komunikaci a je součástí devítimístného kódu MMSI (Maritime Mobile Service Identity) umožňujícího automatickou identifikaci stanice. První číslice určuje druh stanice a kódy pro běžné lodní stanice začínají MID s první číslicí v rozsahu 2 - 7 podle regionu:
- 2 Evropa,
- 3 Severní Amerika a Karibik,
- 4 Asie (kromě jihovýchodní),
- 5 Pacifik, východní Indický oceán a jihovýchodní Asie,
- 6 Afrika, Atlantik a západní Indický oceán
- 7 Jižní Amerika
- číslicí 9 začíná identifikace nouzového vysílače polohy (AIS-SART, PLB), záchranné bóje (EPIRB), navigační pomůcky a podobně, kde kódy většinou stanovuje výrobce.

U pobřežní stanice nebo skupiny lodí předchází kódu MID dvě respektive jedna nuly. Číslice 8 pak pro ruční přenosné stanice, číslicí 1 začíná identifikace pro letadla pátrání a záchrany (SAR) . 

## Použití
Identifikační číslo umožňuje efektivní volání protistanice nebo automatizované předání informací o plavidle už v okamžiku navázání spojení nebo i bez hlasového hovoru. Je základem pro služby jako je DSC (digitální selektivní volba), AIS a ATIS (automatický identifikační systém) a samočinné nebo poloautomatické rádiové volání o záchranu (GMDSS).
Využívá se především v pásmu VHF. Automatická identifikace umožňuje dispečerům velkých přístavů přehled o lodích v širším okolí (kam radar nedosáhne), dopravcům i jiným zájemcům umožňují internetové aplikace sledovat polohu lodě.